# Sherman Hemsley
Sherman Alexander Hemsley (Filadelfia, 1º febbraio 1938 – El Paso, 24 luglio 2012) è stato un attore e personaggio televisivo statunitense.

## Biografia
Noto al pubblico per avere interpretato il ruolo di George Jefferson nei telefilm Arcibaldo (1972-1979) e I Jefferson (1975-1985), nel 1979 debutta al cinema con Amore al primo morso, in cui compare anche Isabel Sanford, moglie fittizia in entrambe le serie televisive, e partecipa ad un episodio di Love Boat.
Nel 1986 recita nel film L'aereo più pazzo del mondo 3, mentre nel 1989 è fra i protagonisti del video musicale di Michael Jackson, Liberian Girl.
Dal 1991 al 1994 presta la voce a B.p. Richfield, nella serie televisiva animata I dinosauri. Sempre nel 1994 recita la parte del giocattolaio in un episodio di Lois & Clark - Le nuove avventure di Superman. Nel 1998 partecipa al film Effetti collaterali e nel 2001 appare nel video musicale di Nelly Batter Up.
Nel 2005 presta la sua voce per I Griffin. Nel 2009 è nel cast di American Pie - Il manuale del sesso. Rimasto comunque legato al ruolo di George Jefferson, è tornato ad interpretare il personaggio nell'episodio pilota della serie televisiva P/S - Pronto soccorso, in due puntate di Willy, il principe di Bel-Air, nel film Mafia! e nel 2011 in un episodio del telefilm House of Payne.
Morì nella sua casa a El Paso il 24 luglio 2012 all'età di 74 anni a seguito della sindrome della vena cava superiore associata a una serie di tumori ai polmoni da cui l'attore era stato colpito nel corso degli anni.

## Filmografia parziale

### Cinema
- Amore al primo morso (Love at First Bite), regia di Stan Dragoti (1979)
- L'aereo più pazzo del mondo 3 (Stewardess School), regia di Ken Blancato (1986)
- Due piedipiatti acchiappafantasmi (Ghost Fever), regia di Lee Madden (1987)
- Club Fed, regia di Nat Christian (1990)
- Missili per casa (Mr. Nanny), regia di Michael Gottlieb (1993)
- Home of Angels, regia di Nick Stagliano (1994)
- The Misery Brothers, regia di Lorenzo Doumani (1995)
- Sprung, regia di Rusty Cundieff (1997)
- Casper - Un fantasmagorico inizio (Casper: A Spirited Beginning), regia di Sean McNamara (1997)
- Effetti collaterali, regia di Penelope Spheeris (1998)
- Mafia!, regia di Jim Abrahams (1998)
- Screwed - Due criminali da strapazzo (Screwed), regia di Scott Alexander e Larry Karaszewski (2000)
- For the Love of a Dog, regia di Sheree Le Mon (2007)
- American Pie presenta: Il manuale del sesso, regia di John Putch (2009)

### Televisione
- Arcibaldo (All in the Family) – serie TV, 15 episodi (1973-1978)
- L'incredibile Hulk (The Incredible Hulk) – serie TV, episodio 2x19 (1979)
- I Jefferson (The Jeffersons) – serie TV, 253 episodi (1975-1985)
- Fantasilandia (Fantasy Island) – serie TV, 2 episodi (1981-1982)
- Love Boat (The Love Boat) – serie TV, 3 episodi (1977-1983)
- P/S - Pronto soccorso (E/R) – serie TV, 2 episodi (1984)
- Amen – serie TV, 110 episodi (1986-1991)
- Ai confini della realtà (The Twilight Zone) – serie TV, 1 episodio (1985)
- 227 – serie TV, 1 episodio (1988)
- Camp Cucamonga, regia di Roger Duchowny – film TV (1990)
- Quattro donne in carriera (Designing Women) – serie TV, 1 episodio (1993)
- Townsend Television – serie TV, 1 episodio (1993)
- Mr. Cooper (Hangin' with Mr. Cooper) – serie TV, 1 episodio (1993)
- La legge di Burke (Burke's Law) – serie TV, 1 episodio (1994)
- Otto sotto un tetto (Family Matters) – serie TV, 3 episodi (1994-1995)
- Willy, il principe di Bel-Air (The Fresh Prince of Bel-Air) – serie TV, 5 episodi (1992-1996)
- V.I.P. (V.I.P. Vallery Irons Protection) – serie TV, episodio 1x22 (1999)
- Papà, non so volare! (Up, Up, and Away), regia di Robert Townsend – film TV (2000)
- One Love – serie TV, episodio 1x01 (2014) - postumo

## Doppiatori italiani
Nelle versioni in italiano delle opere in cui ha recitato, Sherman Hemsley è stato doppiato da:
- Enzo Garinei in Arcibaldo, I Jefferson, Amen, Otto sotto un tetto, Willy, il principe di Bel-Air (ep. 5x17 e 6x24)
- Pietro Biondi in Willy, principe di Bel Air
- Nino Scardina in Love Boat

Da doppiatore è stato sostituito da:
- Glauco Onorato ne I dinosauri